# Hörster Bach
Der Hörster Bach ist ein 3,9 km langer, orographisch rechter Nebenfluss des Rethlager Bachs in Ostwestfalen-Lippe.

## Geographie

### Verlauf
Der Hörster Bach entspringt auf ca. 185 m ü. NN zwischen der bis zu 206 m hohen Hörster Egge und der 211 m hohen Münterburg in einem Waldstück.
Von seinem Ursprung aus fließt der Hörster Bach zunächst in Richtung Südost hinunter nach Hörste, durchfließt den nördlichen Teil Hörstes und fließt weiter in Richtung Ost, um Hiddentrup zu erreichen. In Hiddentrup unterquert der Bach die Kreisstraße 5 und strömt weiter nach Nordosten, um nach einer Fließstrecke von 3,9 km westlich des Detmolder Stadtteils Pivitsheide V. L. auf einer Höhe von 125 m ü. NN in den Rethlager Bach zu münden.

### Einzugsgebiet
Der Bach entwässert die Talmulde zwischen der bis zu 206 m hohen Hörster Egge im Norden und einem Teil der Abdachung des Teutoburger Waldes mit den Erhebungen Stapelager Berg (361,6 m), Hermannsberg (363,7 m), Hörster Berg (315,1 m), Esbatzen (277,8 m), und Kleiner Ehberg (217,4 m). Das gesamte Einzugsgebiet hat eine Größe von 7,238 km².

### Nebenflüsse
Der Hörster Bach besitzt zwei namenlose Nebengewässer.
Der erste und westlichste Zufluss ist 2,1 km lang und entspringt in der Stapelager Schlucht zwischen Stapelager Berg und Uekenpohl, durchfließt Stapelage und mündet östlich von Stapelage bzw. nördlich von Hörste in den Hörster Bach ein.
Das zweite Nebengewässer mit einer Länge von 1,7 km entspringt am Hermannsberg in einem kleinen Quelltümpel und fließt in südliche Richtung durch den Hörster Kurpark und mündet in Hörste in den Hörster Bach ein. In Hörste ist der Bach auf einer Länge von mehreren hundert Metern verrohrt. Auf einer kurzen Strecke in einem Park im Zentrum Hörstes wurde der Bach wieder freigelegt und renaturiert.

## Umwelt
Noch 2001 wurde der Hörster Bach der Gewässergüteklasse II-III (kritisch belastet) zugeordnet.
2008 zeigt sich die Gütesituation deutlich verbessert und der Hörster Bach weist im Ober- und Mittellauf eine gute Wasserqualität – Gewässergüteklasse I-II (gering belastet) – auf. Der Unterlauf ab Hiddentrup wird der Güteklasse II-III (kritisch belastet) zugeordnet. Gründe sind die landwirtschaftliche Nutzung der Bachaue und die daraus resultierenden Schadstoffeinträge aus Düngemitteln und Gülle.
In heißen Sommern trocknet der Bach streckenweise aus.